# 日本の論点
『日本の論点』（にほんのろんてん）は、1992年から毎年11月に文藝春秋が発行している年刊誌。2012年11月発行の2013年版からは、『文藝春秋オピニオン 20xx年の論点100』と改題。

## 概要
- 政治・経済問題から教育・スポーツ・流行など幅広い分野に関して、各界著名人からのコラムをまとめている年刊論争誌である。
- それぞれのテーマに関して、違う主張をする2人（1人や3人以上の場合もあり）がコラムを発表していくシステムになっている。

## 書誌情報
- 日本の論点 - 1992年10月。 ISBN 9784165014409
- 日本の論点'94 - 1993年11月。 ISBN 4165014508
- 日本の論点'95 - 1994年11月。 ISBN 4-16-501460-5
- 日本の論点'96 - 1995年11月。 ISBN 4-16-501470-2
- 日本の論点'97 - 1996年11月。 ISBN 4-16-501480-X
- 日本の論点'98 ルールが変わった - 1997年11月。 ISBN 4-16-501490-7
- 日本の論点'99 生き残るために - 1998年11月。 ISBN 4-16-501500-8
- 日本の論点2000 のるか、そるか。新世紀の助走。 - 1999年11月。 ISBN 4-16-502000-1
- 日本の論点2001 21世紀、ニッポンを変えろ! - 2000年11月。 ISBN 4-16-503000-7
- 日本の論点2002 混乱のあとに来るもの - 2001年11月。 ISBN 4-16-503010-4
- 日本の論点2003 せとぎわの選択 - 2002年11月。 ISBN 4-16-503020-1 [1]
- 日本の論点2004 変わる国のかたち - 2003年11月。 ISBN 4-16-503030-9
- 日本の論点2005 主役が交代した - 2004年11月。 ISBN 4-16-503040-6
- 日本の論点2006 勝負のときがきた - 2005年11月。 ISBN 4-16-503050-3
- 日本の論点2007 変質する社会 - 2006年11月。 ISBN 4-16-503060-0
- 日本の論点2008 またルールが変わった - 2007年11月。 ISBN 978-4-16-503070-6
- 日本の論点2009 大波乱を生きぬく - 2008年11月。 ISBN 978-4-1650-3080-5
- 日本の論点2010 変わるルール 変わるシステム - 2009年12月。 ISBN 978-4-1650-3090-4
- 日本の論点2011 突破口あり - 2010年11月。 ISBN 978-4-1650-3100-0
- 日本の論点2012 大転換の始まり - 2011年11月。 ISBN 978-4-1650-3110-9
- 文藝春秋オピニオン 2013年の論点100 - 2012年11月。ISBN 978-4-16-008612-8
- 文藝春秋オピニオン 2014年の論点100 - 2013年11月。ISBN 978-4-16-008615-9
- 文藝春秋オピニオン 2015年の論点100 - 2014年11月。ISBN 978-4-16-008617-3
- 文藝春秋オピニオン 2016年の論点100 - 2015年11月。ISBN 978-4-16-008633-3
- 文藝春秋オピニオン 2017年の論点100 - 2016年11月。ISBN 978-4-16-008641-8
- 文藝春秋オピニオン 2018年の論点100 - 2017年11月。ISBN 978-4-16-008658-6
- 文藝春秋オピニオン 2019年の論点100 - 2018年11月。ISBN 978-4-16-008683-8
- 文藝春秋オピニオン 2020年の論点100 - 2019年11月。ISBN 978-4-16-008697-5
- 文藝春秋オピニオン 2021年の論点100 - 2020年11月。ISBN 978-4-16-007017-2
- 文藝春秋オピニオン 2022年の論点100 - 2021年11月。ISBN 978-4-16-007036-3
- 文藝春秋オピニオン 2023年の論点100 - 2022年11月。ISBN 978-4-16-007055-4
- 文藝春秋オピニオン 2024年の論点100 - 2023年11月。ISBN 978-4-16-007074-5

## 関連出版物
- 「日本の論点」編集部編 常識「日本の論点」 - 2002年9月。ISBN 4-16-660271-3
- 「日本の論点」編集部編 常識「日本の安全保障」 - 2003年11月。ISBN 978-4-16-660350-3
- 「日本の論点」編集部編 10年後の日本 - 2005年11月。ISBN 4-16-660479-1
- 「日本の論点」編集部編 10年後のあなた - 2007年8月。ISBN 978-4-16-660584-2
- 「日本の論点」編集部編 27人のすごい議論 - 2008年6月。ISBN 978-4-16-660639-9
- 「日本の論点」編集部編 その先が読めるビジネス年表 - 2009年6月。ISBN 978-4-16-371510-0